# Phrosinella persa
Phrosinella persa is een vliegensoort uit de familie van de dambordvliegen (Sarcophagidae). De wetenschappelijke naam van de soort is voor het eerst geldig gepubliceerd in 1935 door Boris Rohdendorf.